# Liste der Weihbischöfe in Regensburg
Die Liste der Weihbischöfe in Regensburg stellt die Weihbischöfe des Bistums Regensburg vor.
- gen. 1325: Walter, Titularbischof von Surona
- gen. 1358: Heinrich von Volkach, Titularbischof von Megara
- 1362–1371: Nikolaus von Laun, Titularbischof von Castoria
- 1371–1373: Albert, Titularbischof von Castoria
- gen. 1405: Seifried von Esfeld, Titularbischof von Hierapolis
- gen. 1409: Theodorich, Titularbischof von Hierapolis
- gen. 1442: Konrad Ströber, Titularbischof von Hierapolis
- gen. 1453: Johann, Titularbischof von Hierapolis
- 1456–1464: Ulrich Aumair, Titularbischof von Hierapolis
- 1464–1480: Johannes Ludovici, Titularbischof von Hierapolis
- 1481–1500: Johann Schlecht, Titularbischof von Hierapolis
- 1501–1530: Peter Krafft, Titularbischof von Hierapolis
- 1531–1545: Johannes Zollner, Titularbischof von Hierapolis
- 1546–1549: Johann Kluspeck, Titularbischof von Hierapolis
- 1552–1560: Georg Kalteisen, Titularbischof von Hierapolis
- 1561–1566: Georg Riedel, Titularbischof von Almira
- 1570–1576: Johann Deublinger, alias Columbius, Titularbischof von Almira
- 1579–1604: Johann Pichlmair, Titularbischof von Almira
- 1606–1618: Stephan Nebelmair, Titularbischof von Almira
- 1622–1634: Otto Heinrich Pachmair, Titularbischof von Almira
- 1650–1661: Sebastian Denich, Titularbischof von Almira
- 1634–1686: Franz Weinhart, Titularbischof von Lydda
- 1687–1715: Albert Ernst Graf von Wartenberg, Titularbischof von Laodicea in Phrygia
- 1717–1741: Gottfried Langwerth von Simmern, Titularbischof von Germanicopolis
- 1742–1753: Franz Joachim Schmid von Altenstadt, Titularbischof von Lagania
- 1754–1759: Johann Georg Freiherr von Stinglheim Titularbischof von Botrys
- 1760–1766: Johann Anton Freiherr von Wolframsdorf, Titularbischof von Arethusa
- 1766–1779: Adam Ernst Bernclau von Schönreuth (1712–1779), Titularbischof von Abila in Palaestina
- 1779–1802: Valentin Anton Freiherr von Schneid, Titularbischof von Corycus
- 1802–1821: Johann Nepomuk von Wolf, Titularbischof von Dorylaeum; von 1821 bis 1829 Bischof von Regensburg
- 1822–1829: Johann Michael Sailer, Titularbischof von Germanicopolis; von 1829 bis 1832 Bischof von Regensburg
- 1829–1833: Georg Michael Wittmann, Titularbischof von Comana, später von Miletopolis
- 1834–1842: Bonifaz Kaspar von Urban, Titularbischof von Taenarum, später Erzbischof des Bistums Bamberg, als solcher erhielt er den persönlichen Adelstitel
- 1902–1906: Sigismund Felix Freiherr von Ow-Felldorf, Titularbischof von Arethusa; von 1906 bis 1936 Bischof von Passau
- 1911–1936: Johann Baptist Hierl, Titularbischof von Teuchira
- 1936–1950: Johann Baptist Höcht, Titularbischof von Miletopolis
- 1951–1968: Josef Hiltl, Titularbischof von Constantina, wurde 1968 emeritiert, verstarb 1979
- 1968–1984: Karl Flügel, Titularbischof von Altiburus, wurde 1984 emeritiert, verstarb 2004
- 1972–2004: Vinzenz Guggenberger, Titularbischof von Abziri, wurde 2004 emeritiert, verstarb 2012
- 1986–2001: Wilhelm Schraml, Titularbischof von Munatiana; 2001–2012 Bischof von Passau, verstarb 2021
- seit 2007: Reinhard Pappenberger, Titularbischof von Aptuca
- seit 2015: Josef Graf, Titularbischof von Inis Cathaig